# Alken (Dänemark)
Alken ist eine dänische Kleinstadt mit 238 Einwohnern (Stand: 1. Januar 2023) in der Skanderborg Kommune im Osten der Halbinsel Jylland (dt.: Jütland). Sie gehört zur Kirchspielsgemeinde (dän.: Sogn) Dover Sogn, die bis zur dänischen Kommunalreform von 1970 zur Harde Hjelmslev Herred im damaligen Skanderborg Amt gehörte, danach zur Ry Kommune im damaligen Århus Amt. die mit der nächsten dänischen Kommunalreform 2007 in der erweiterten Skanderborg Kommune in der Region Midtjylland aufging.
Die Stadt verfügt über einen Bahnhof an der Eisenbahnstrecke Skanderborg–Herning.